# Предел обнаружения
Предел обнаружения в химическом анализе — минимальное содержание определяемого вещества в пробе, сигнал от которого можно надёжно отличить от фона. Обычно предел обнаружения принимают равным утроенному значению стандартного отклонения шумового сигнала. Иными словами сигнал, равный или превышающий уровень сигнала, установленный для предела обнаружения, с вероятностью более 99 % означает, что он относится к искомому компоненту.
Если аналитическая задача сводится к решению вопроса о наличии компонента в пробе, то получение такого аналитического сигнала является достаточным основанием для принятия решения о наличии искомого компонента. Предел обнаружения устанавливается в процессе валидации методики анализа путём многократных измерений сигнала холостой пробы и последующего вычисления стандартного отклонения.
Иногда предел обнаружения используют в качестве характеристики универсального измерительного прибора (спектрометров, хроматографом и т. п.). При этом следует понимать, что при применении таких измерительных приборов в конкретных аналитических методиках требует проверки предела обнаружения на матричных холостых пробах.